# リヌス (ローマ教皇)
リヌス（Linus、10年? - 78年9月23日）は、使徒ペトロの後を継いだ第2代ローマ教皇（在位：66年? - 78年9月23日）。キリスト教の伝統的教会では聖人である。
初期の教皇については伝承も多く残されていない上、そもそも歴史的にそれを裏付けるものがない。リヌスもその一人だが、テルトゥリアヌスによればペトロの後継者はクレメンス1世であったという。ただ、エウセビオスなどそれ以外の初代教会について記した史家たちは全て、ペトロの後継者としてリヌスの名前を挙げている。多くの資料はリヌスがペトロの後を継いだ年を67年としているが、推測の域を出ていない。
伝承では、ペトロとパウロによってローマ司教の後継者に立てられたともいう。エイレナイオス以外の記述は彼が殉教したことを伝えている。リヌスはペトロの例にならってバチカンの丘に葬られたようである。
なお、『テモテへの手紙二』4:21に言及され、正教会で七十門徒の一人に数えられることのあるリノス（またはリン。ラテン語では「リヌス」）と、同一視する伝承もある（この聖人の正教会での記憶日は11月5日（11月18日））。